# Manuela Velasco

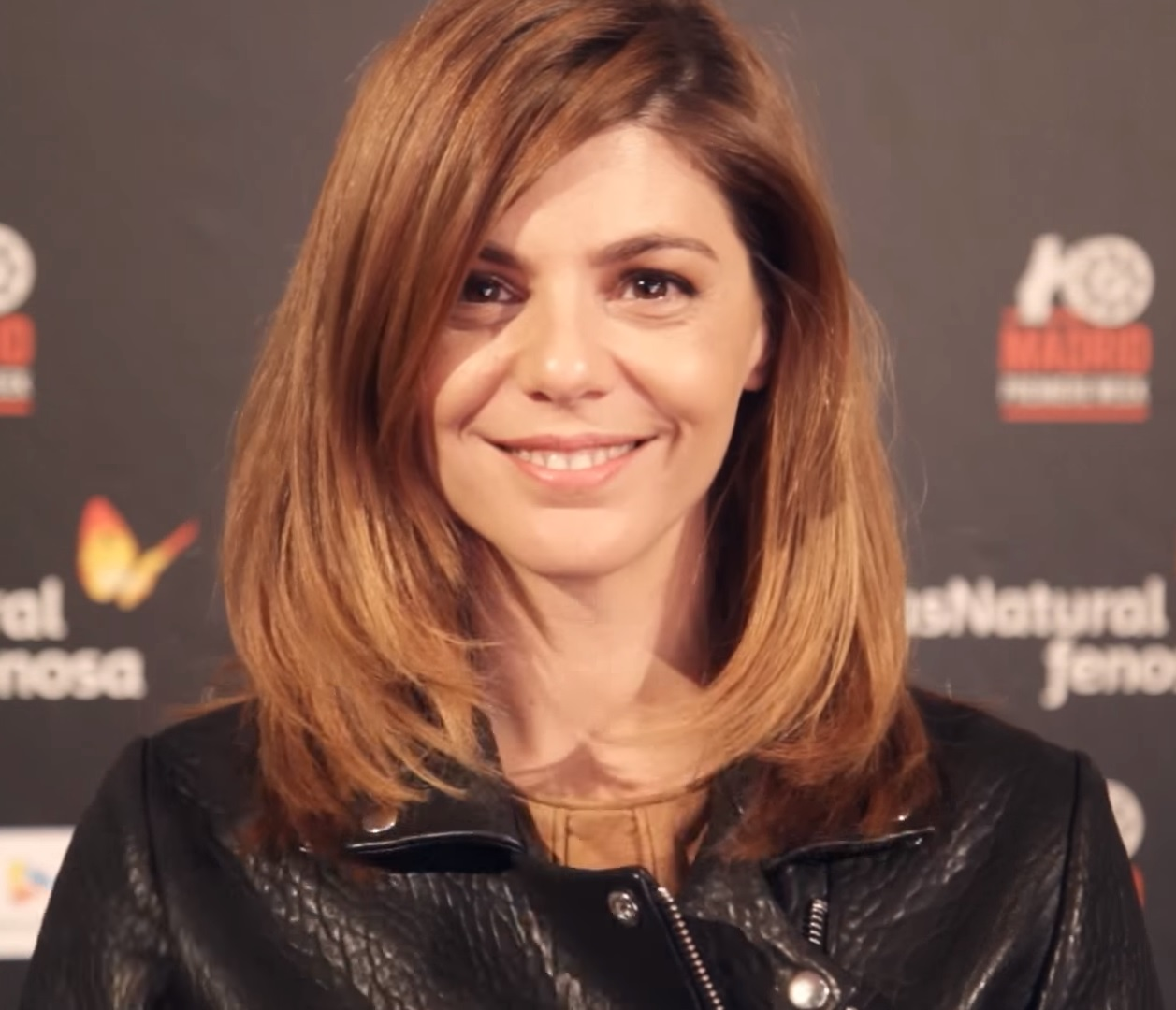
Manuela Velasco, en 2014.

Manuela Velasco est une actrice et animatrice de télévision espagnole, née le 23 octobre 1975 à Madrid.
Elle est surtout connue pour ses rôles dans la série de films [REC] et dans les séries télévisées Velvet et Velvet Colección. 

## Biographie
Elle commence sa carrière d'actrice durant son enfance, en jouant notamment dans La Loi du désir de Pedro Almodóvar.
Elle est animatrice sur Canal+ Espagne, ce qui lui valut d'être remarquée par les réalisateurs Paco Plaza et Jaume Balagueró, qui recherchaient une vraie présentatrice pour incarner Angela Vidal dans le long-métrage d'horreur REC, sorti en novembre 2007. Ce film lui valut sa renommée en Espagne comme à l'étranger, et son succès poussa les deux réalisateurs à faire une suite, [REC]², sortie en octobre 2009. Elle n'apparaît pas dans le troisième volet de la saga, [REC]³ Génesis, sortie en 2012, puisqu'il s'agit d'une histoire se produisant au même moment que les deux premiers films. Cependant, Manuela Velasco reprend son rôle d'Angela Vidal dans le quatrième et dernier volet de la saga, intitulé  [Rec]4 Apocalypse.
En 2010, l'actrice intègre la troisième saison de la série à succès Águila Roja (L'Aigle rouge) diffusée sur La 1.
Elle obtient le prix de la Meilleure actrice au Festival du Cinéma fantastique de Sitges et le Goya 2008 du Meilleur espoir féminin.
En 2011, elle apparaît dans la série Ange ou Démon diffusée sur NT1.
En 2014, elle intègre la distribution de la série Velvet diffusée en Espagne sur Antena 3 et en France sur Téva. Elle interprète la riche Cristina Ortegui, une jeune femme sensible au cœur des années 1950. La fiction bat des records d'audience en Espagne avec plus de 4 millions de téléspectateurs par épisode. Elle est renouvelée pour une troisième saison tournée en été 2015 et diffusée en septembre 2015 en Espagne. 
En 2015, elle devient membre du jury du prestigieux Festival de Malaga, un événement très populaire en Espagne qui dévoile les premières tendances cinématographiques de l'année.
Début 2016, elle reprend le tournage de la quatrième saison de Velvet où elle partagera des scènes avec sa tante Concha Velasco. Elle évoque dans une interview l'évolution de son personnage qui sombre dans la folie dans la troisième saison de Velvet. Après la série elle retrouve les studios Bambu Producciones pour une nouvelle série : Traición , la série est diffusée de 2016 à 2017. L'actrice annonce ensuite qu'elle est enceinte. Très réticente à rejoindre la distribution de la suite des aventures des galeries Velvet avec le spin-off : Velvet Collection, elle se décide à rejoindre alors l'aventure lors de la seconde saison de celle-ci reprenant ainsi le rôle de Cristina Ortegui.

## Filmographie

### Cinéma

#### Longs métrages
- 1987 : La Loi du désir (La ley del deseo) de Pedro Almodóvar : Ada jeune
- 1988 : El juego más divertido de Emilio Martinez Lázaro : Ada jeune
- 2001 : School Killer de Carlos Gil : Patricia
- 2001 : Gente Pez de Jorge Iglesias : ?
- 2003 : Atraco a las 3... y media de Raul Marchand Sanchez : ?
- 2007 : Andrea
- 2007 : [REC] de Paco Plaza et Jaume Balagueró : Angela Vidal
- 2008 : Sangre de mayo de José Luis Garci : ?
- 2008 : La petite souris 2 de Andrés G. Schaer : Periodista
- 2009 : [REC]² de Paco Plaza et Jaume Balagueró : Angela Vidal
- 2011 : Amigos... de Borja Manso et Marcos Cabotá : Miranda
- 2012 : Holmes and Watson: Madrid Days de José Luis Garci : Elena
- 2012 : Summertime de Noberto Ramos del Val :  Mujer Misteriosa
- 2012 : El encamado de Germán Roda : Fan
- 2013 : Cuento de verano de Carlos Dorrengo et Rubén Ochandiano : Chica[réf. nécessaire]
- 2014 : Mapa de recuerdos de Madrid (documentaire) de Daniel Ramírez : Manuela
- 2014 : [REC] 4: Apocalypse de Jaume Balagueró : Ángela Vidal
- 2015 : Cuento de verano de Carlos Dorrengo : Chicas

#### Courts métrages
- 2001 : Comunicación : Amiga
- 2009 : Amazing Mask vs La Sobrenatural Mujer Voodoo : Reporter Roberta Martínez
- 2010 : El paraíso
- 2012 : Audacia : Mamá
- 2014 : Inquilinos : Chica

### Télévision

#### Séries télévisées
- 1983 : Los desastres de la guerra
- 1994 : Encantada de la vida (1 épisode)
- 1996 : Éste es mi barrio (1 épisode)
- 1998 : A las once en casa (1 épisode)
- 1999 : El comisario : Carola (1 épisode)
- 1999 : Camino de Santiago (mini-série) (3 épisodes)
- 2000 : Policías, en el corazón de la calle : Novia de Sergio (1 épisode)
- 2000 : Camino de Santiago de Javier Pizarro - (1 épisode) : Eva.[réf. nécessaire]
- 2000 : El grupo (1 épisode)
- 2000 : Un chupete para ella de Diana Laffond, Marga Mareo et Pedro Masó : Alba (2 épisodes)
- 2001 : Manos a la obra (1 épisode)
- 2002-2003 : Géminis, venganza de amor : Beatriz Torres (24 épisodes)
- 2003-2005 : Cuéntame : Chica Hippie / Lourdes (2 épisodes)
- 2007 : Brainiac : Lady Brainiac
- 2007 : El síndrome de Ulises (1 épisode).
- 2009 : La chica de ayer : Ana Valverde (8 épisodes)
- 2009 : Doctor Mateo :  Julia Muñiz (7 épisodes)
- 2009 : Amazing Mask : Julia Muñiz (5 épisodes)
- 2011 : Ange ou Démon[2] : Sandra (1 épisode)
- 2010-2011 : L'Aigle rouge : Eugenia de Molina (7 épisodes)
- 2012-2014 : Aída : Ainhoa Diaz (22 épisodes)
- 2014-2016 : Velvet[4] : Cristina Ortegui (55 épisodes)
- 2016-2018 : Traición: Isabel Fuentes de Rigo (9 épisodes)
- 2017-2019 : Velvet Collection : Cristina Ortegui

#### Téléfilms
- 2002 : Sant'Antonio di Padova de Umberto Marino

## Distinctions

### Récompenses
- Prix Goya 2008 : Meilleure actrice pour [REC]
- Festival international du film de Catalogne 2008 : meilleure actrice pour Rec

### Nominations
- Cinema Writers Circle Awards 2008 : meilleure nouvelle artiste pour [REC]
- Spanish Actors Union 2008 : meilleure actrice pour Rec
- Fangoria Chainsaw Awards 2010 : meilleure actrice pour Rec
- Spanish Actors Union 2014 : meilleure actrice pour [REC] 4: Apocalypse
- Montée Ibérique Awards 2015 : meilleure actrice et meilleure méchante dans une série télévisée dramatique pour Velvet